# Ted Reilly (działacz społeczny)
Ted Reilly (ur. 1938 w Mlilwane) – eswatyński działacz społeczny, biolog, twórca pierwszych obszarów ochrony przyrody w Eswatini, m.in. Ostoi Dzikiej Zwierzyny Mlilwane. Uważany za pioniera ochrony środowiska w Eswatini.

## Życiorys

### Pochodzenie
Ojciec Teda, James Wreighton Reilly, znany też jako Mickey (albo Machobane przez lokalnych), osiedlił się w Mlilwane w 1906 roku, w tym samym roku kiedy powstał Protektorat Suazi. Wybudował on tam gospodarstwo w stylu kolonialnym, które jest wyposażone w różne artefakty z historii rodziny, i wydobywał cynę. Ponadto przez wiele lat był największym pracodawcą przemysłowym w Suazi.
Matka Teda, Billie Wallis, przybyła do Suazi w 1920 roku w wieku piętnastu lat, wyszła za Jamesa Reilly’ego w roku 1925. Była przez wiele lat jedyną białą kobietą między Mbabane a Manzini.

### Edukacja i początek działań na rzecz ochrony środowiska
W wieku jedenastu lat (około 1949 roku) Ted wyjechał do szkoły z internatem w RPA i wrócił z niej po dziesięciu latach, w wieku 21 lat w 1959 roku. W latach 50. XX wieku kłusownictwo w Afryce było dużym problemem i kiedy Ted wrócił ze szkoły do rodzinnej farmy, zdał sobie sprawę, że nie ma już większości dzikich zwierząt, które pamiętał z dzieciństwa. W kolonialnym rządzie zgłosił potrzebę utworzenia obszaru ochronnego na terenie protektoratu, jednak organ ten nie poparł jego działań, nie zainteresowali się nim też miejscowi rolnicy. Tym sposobem w 1960 roku Ted Reilly założył na rodzinnym terenie Ostoję Dzikiej Zwierzyny Mlilwane, pierwszy obszar ochronny na terenie Suazi.

### Relokacja wytępionych gatunków do Suazi
Ted chciał przywrócić niektóre z większych gatunków dzikiej zwierzyny, takie jak żyrafa, nosorożec i słoń, które od dawna były nieobecne w krajobrazie, jednak nie miał wystarczająco środków na te cele skończywszy działalność rolniczą i wydobywczą w Mlilwane. Jego wysiłki na rzecz ochrony przyrody zyskały jednak międzynarodowe uznanie, a różne organizacje udostępniły fundusze na relokację zwierząt z innych części Afryki Południowej, w tym pierwszego nosorożca.

#### „Wojna o nosorożce”
W roku 1965 po 70 latach nieobecności gatunku do Suazi sprowadzono ponownie nosorożce białe i odtąd rozpoczęła się regularna walka z kłusownikami, a na czele obrońców zwierząt stanął Ted Reilly z doborowymi strażnikami oddanymi sprawie, co było niełatwe ze względu na wsparcie kłusowników przez tajwańskich handlarzy. „Suazyjska wojna o nosorożce” trwała w latach 1988–1992, w którym to okresie populacja nosorożców znowu zmalała, tym razem o 80% procent. Kłusownictwo nasiliło się pod koniec lat 80. i konieczne było zaostrzenie prawa. Strażnicy byli aresztowani za pomoc w kłusownictwie, a nagrody były podwajane, jeśli pracownicy parków brali udział w takich działaniach i w desperackiej próbie ratowania nosorożca, PN Hlane pozbawił rogów pozostałe zwierząta w grudniu 1991 roku i zamknął je w strzeżonych wybiegach. W styczniu 1992 r. kłusownicy uzbrojeni w karabiny AK-47 zaatakowali strażników w Królewskim Parku Narodowym Hlane, którzy dostali pozwolenie na uzbrojenie się w broń palną. Po pozbawieniu nosorożców rogów kłusownicy przenieśli się do także założonego przez Teda rezerwatu Mkhaya. Trzy miesiące później udało się strażnikom schwytać tam kilku kłusowników, niedługo potem dwóch przestępców zginęło w strzelaninie w Big Bend, zostali zastrzeleni, gdy wyciągali broń i stawiali opór. Rogi zostały odzyskane. Podczas gdy sądy borykały się ze sprawą strzelaniny, zginął z powodu swojego rogu ostatni nosorożec – samiec o imieniu Mthondvo, w tym przypadku aresztowanych zostało 5 osób, róg także został odzyskany. W imieniu strażników dowodzonych przez Reilly’ego interweniował król Mswati III, po czym kłusownictwo ustało na dobre, żaden nosorożec w Suazi nie zginął z rąk kłusowników (stan na rok 2010).

### Dalsze działania
Odznaczony Orderem Królewskim przez Mswatiego III w 1989 roku.
Od lat 90. działa prywatna organizacja non-profit „Big Game Parks”, którą prowadzi Ted Reilly razem z żoną, synem i Petrosem Ngomane – jednym ze strażników podczas „wojny o nosorożce”. Organizacja zarządza Królewskim Parkiem Narodowym Hlane, rezerwatem Mkhaya i Ostoją Dzikiej Zwierzyny Mlilwane, przyczyniła się do powstania rezerwatów Phophonyane Falls i Mbuluzi.
W 2015 roku uczestniczył razem z królem Mswatim III w obchodach 50-lecia ochrony przyrody w Eswatini (w 1965 roku relokowano tu pierwszego nosorożca).

## Życie prywatne
Jest żonaty z Liz Reilly, ma z nią syna Mike’a.